# 康斯坦茨
康斯坦茨（標準德語：Konstanz [ˈkɔnstant͡s]；阿勒曼尼語：Konschdanz [ˈkɔnʃd̥ant͡s]、Choschtez [ˈxoʃd̥ət͡s]）是一座德國城市，毗鄰瑞士，隸屬於巴登符騰堡州，是博登湖區域最大的城市，也是康斯坦茨縣的縣府所在地，截至2019年12月31日有居民84911人。康斯坦茨的歷史可以追溯到羅馬帝國時期，後來也曾是神聖羅馬帝國的帝國自由城市。1956年4月1日該城市發展成為大型縣府，並逐漸在巴登符騰堡州弗賴堡行政區內的上萊茵--博登湖區域形成了一個高級中心。此地通行博登湖阿勒曼尼語，並坐落著德國精英大學計劃的康斯坦茨大學和康斯坦茨應用技術大學兩所高等學府，使其成為德國最南端的大學城。

## 历史
康斯坦茨地区的文明可以追溯至石器时代晚期。 
大约于西元前100年，第一批罗马人定居于此。康斯坦茨这名称是源于Constantia，而Constantia这个字又源于公元4世纪罗马皇帝君士坦提乌斯一世，他于这里与日耳曼人的一支阿勒曼尼人战斗，并为这个市镇建筑了防御工事。
大概在西元585年，康斯坦茨设立了一个主教，并标志着这市日后将成为一个重要的宗教中心。由中世纪末开始，康斯坦茨5,000名人口中大约有四分之一是神职人员，神职人员的权利令他们可以免于被收取税款。
中世纪康斯坦茨的贸易蓬勃发展，康斯坦茨拥有该地区唯一可以越过莱茵河的桥梁，令康斯坦茨战略上变得十分重要；康斯坦茨的亚麻布料生产令康斯坦茨国际驰名，该市变得非常富裕。1192年，康斯坦茨获得了帝国自由城市的称号，今后康斯坦茨就直辖于神聖羅馬帝國皇帝。
1414年－1418年间第十六次宗教会议于康斯坦茨举行，称为康斯坦茨宗教会议，1415年7月6日会议中将捷克神学家揚·胡斯处以火刑。这次会议导致大分裂的结束，而这个唯一一次于阿尔卑斯山山脉以北举行的教宗选举当中，馬丁五世被推选为新教宗。
1460年旧瑞士邦联征服了图尔高，康斯坦茨的天然腹地。康斯坦茨之后欲得到许可加入瑞士邦联，但邦联内其他森林州则投票反对康斯坦茨的加入，害怕城市的州分会过多，會影响他们的生存；作為替代，康斯坦茨之后加入士瓦本同盟。在1499年的士瓦本战争中，康斯坦茨对图尔高最后的特权也被瑞士邦联夺走。
宗教改革于15世纪20年代影响康斯坦茨，由Ambrosius Blarer领导，很快康斯坦茨就官方宣布改信新教，圣像从教堂里面移走，该地主教暂时迁至康斯坦茨湖湖边的小镇梅尔斯堡。但在1548年查理五世对康斯坦茨加以最高封禁，并需要向立即进攻康斯坦茨的哈布斯堡奥地利投降。因此，康斯坦茨失去了帝国自由城市的称号和他剩余的荣光。
新的哈布斯堡统治者热切地将康斯坦茨重新相信天主教，1604年一间耶稣会学院于康斯坦茨建立。学院附有的剧场于1610年兴建，是现今德国仍然继续公演的最老一间剧院。

康斯坦茨 - Konstanz
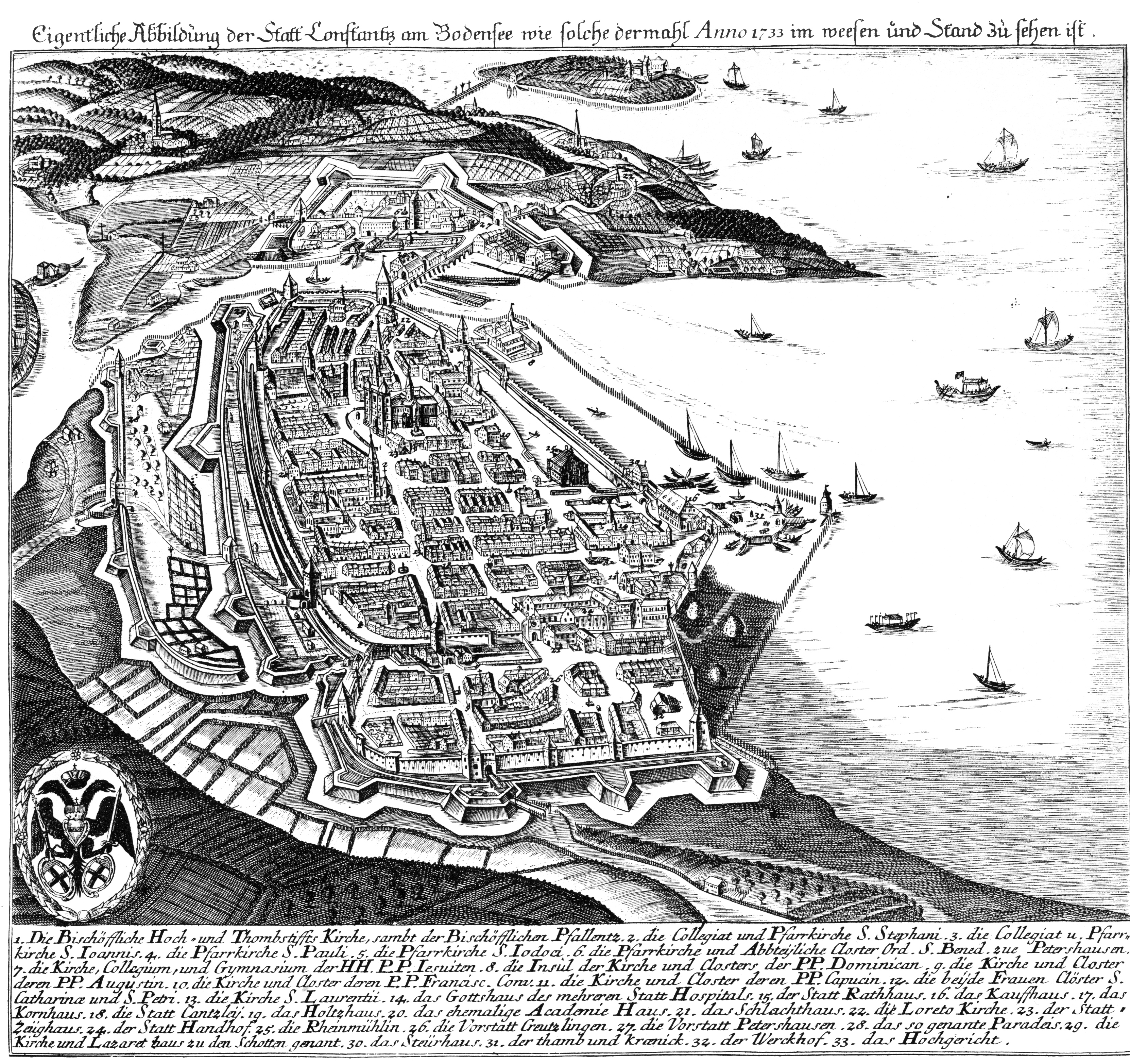
1733年的康斯坦茨
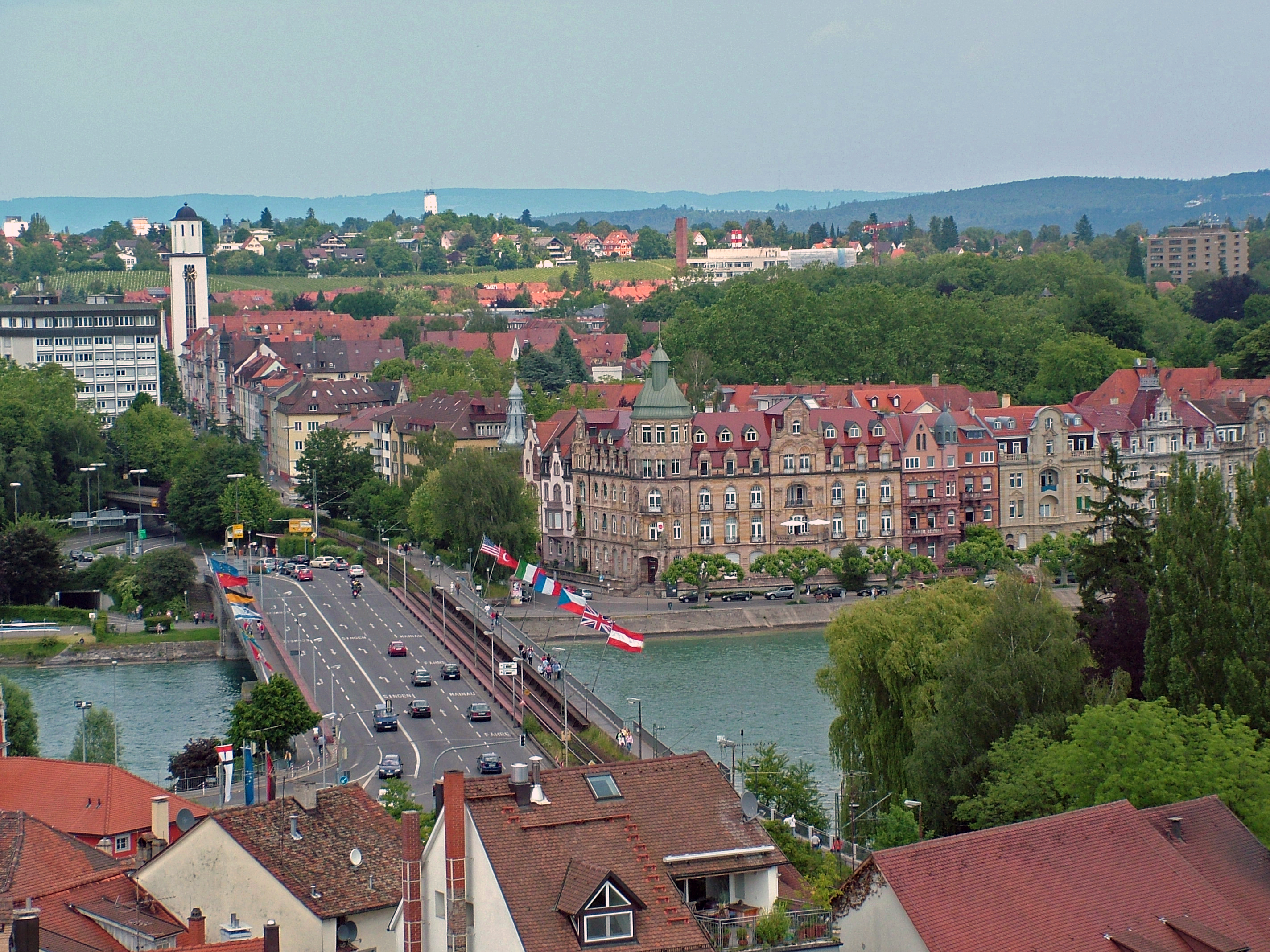
現在的康斯坦茨
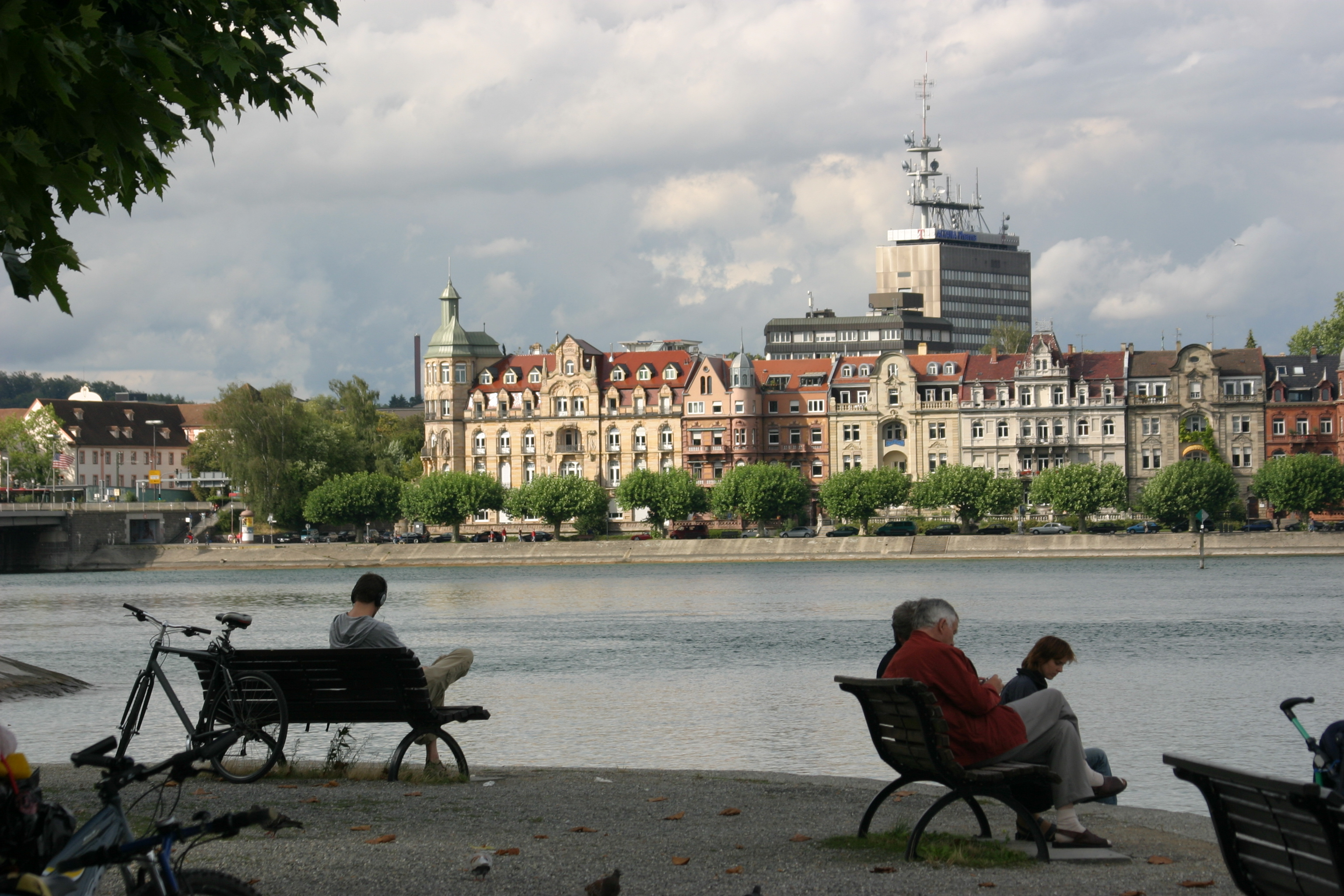
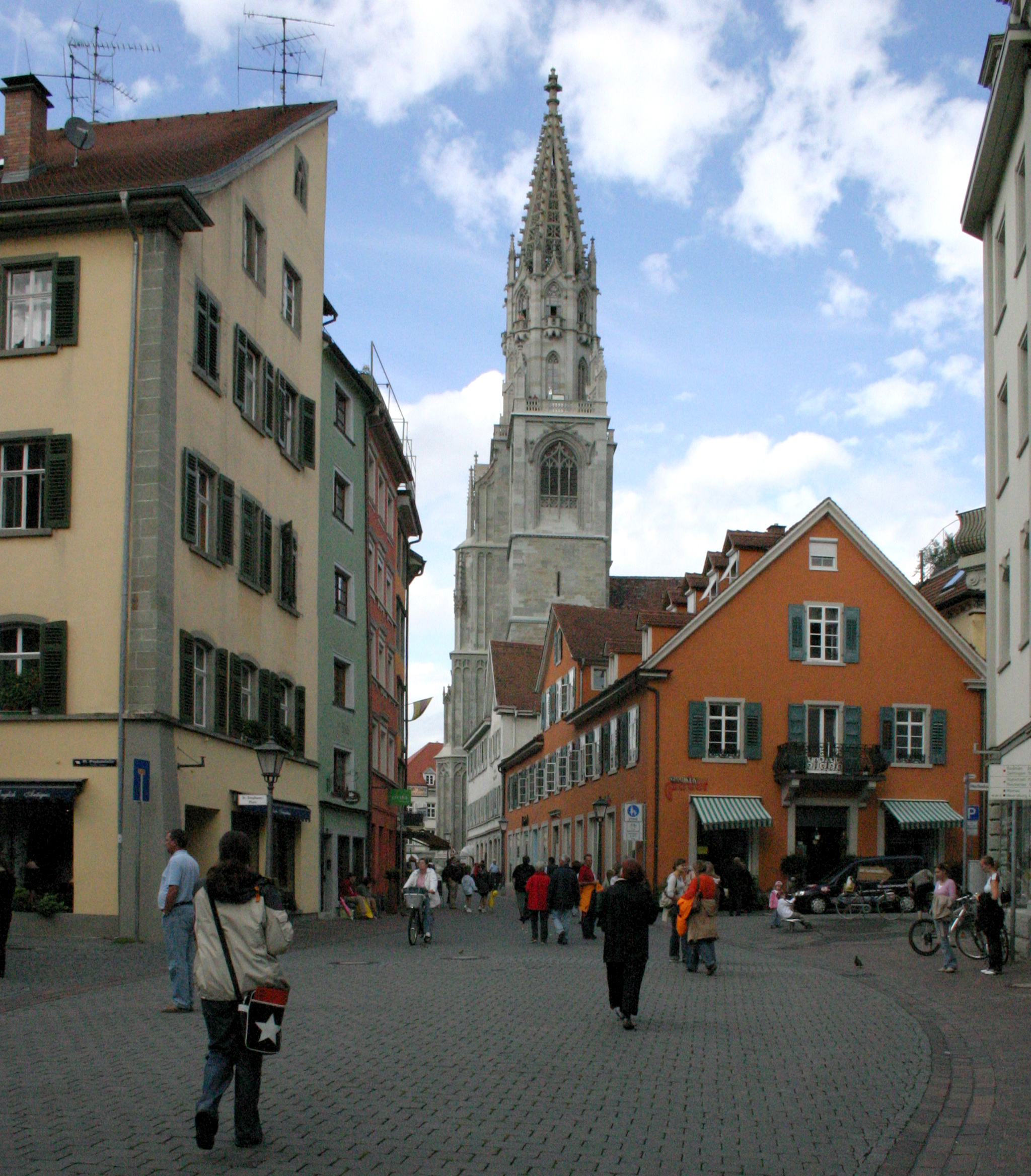
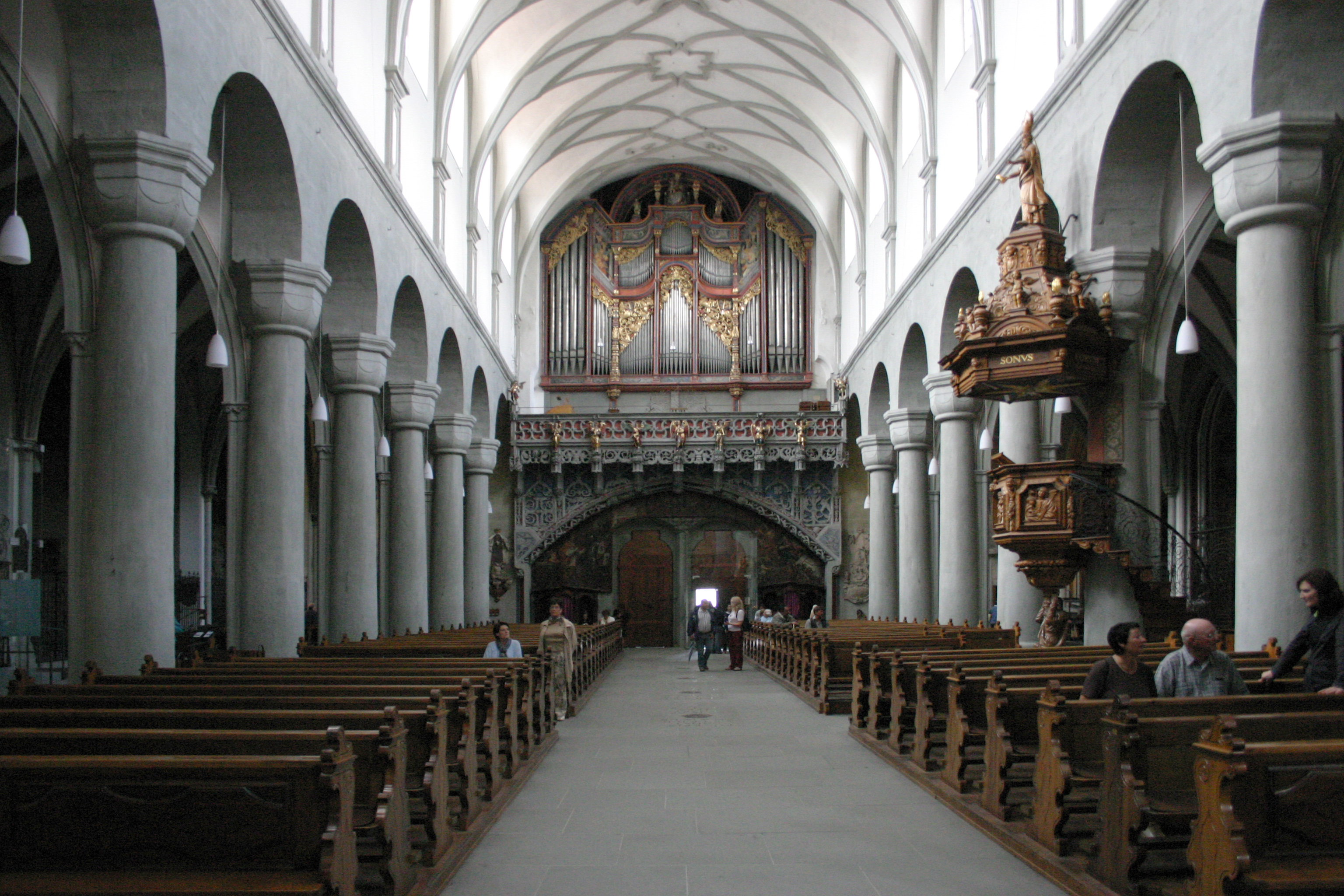
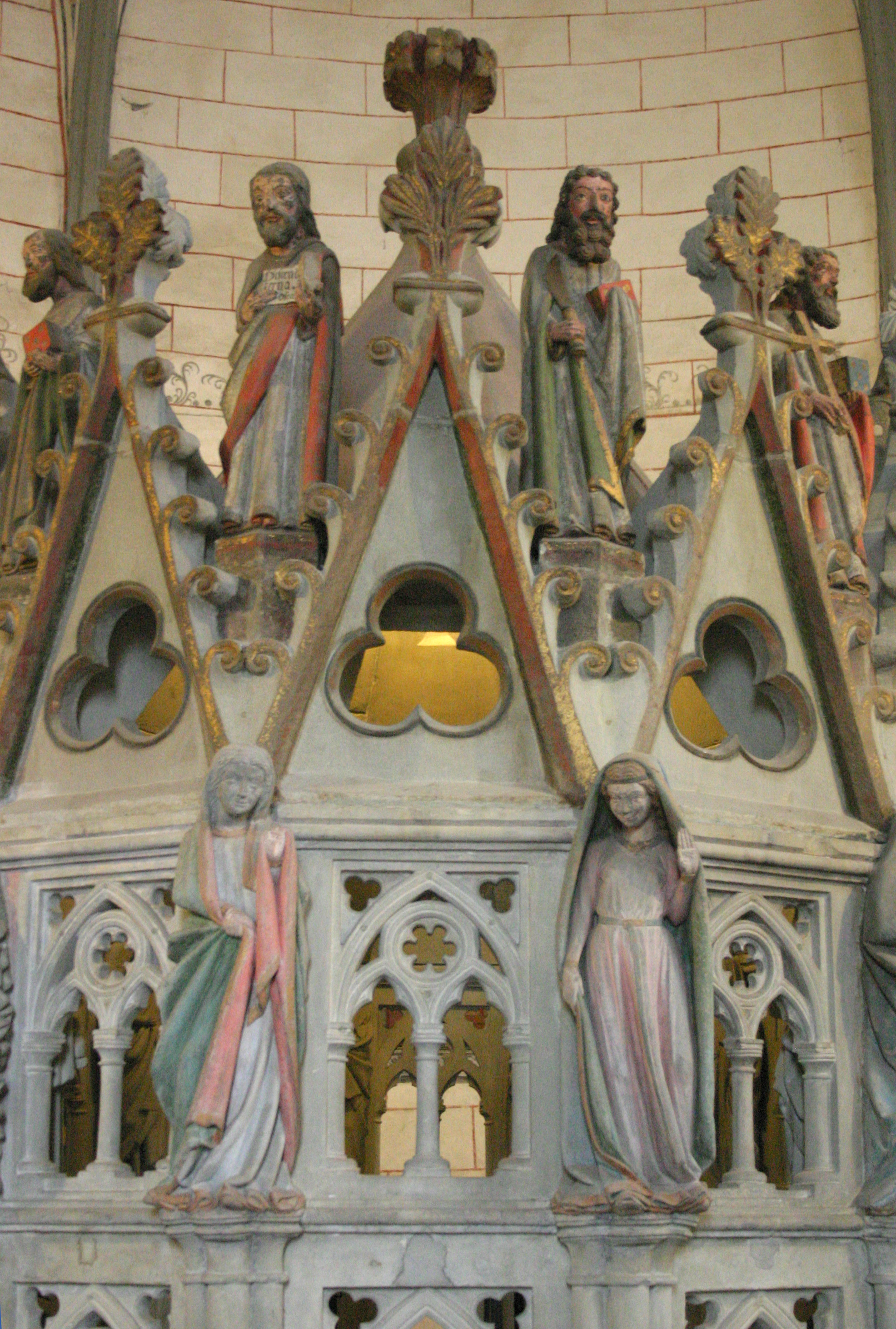
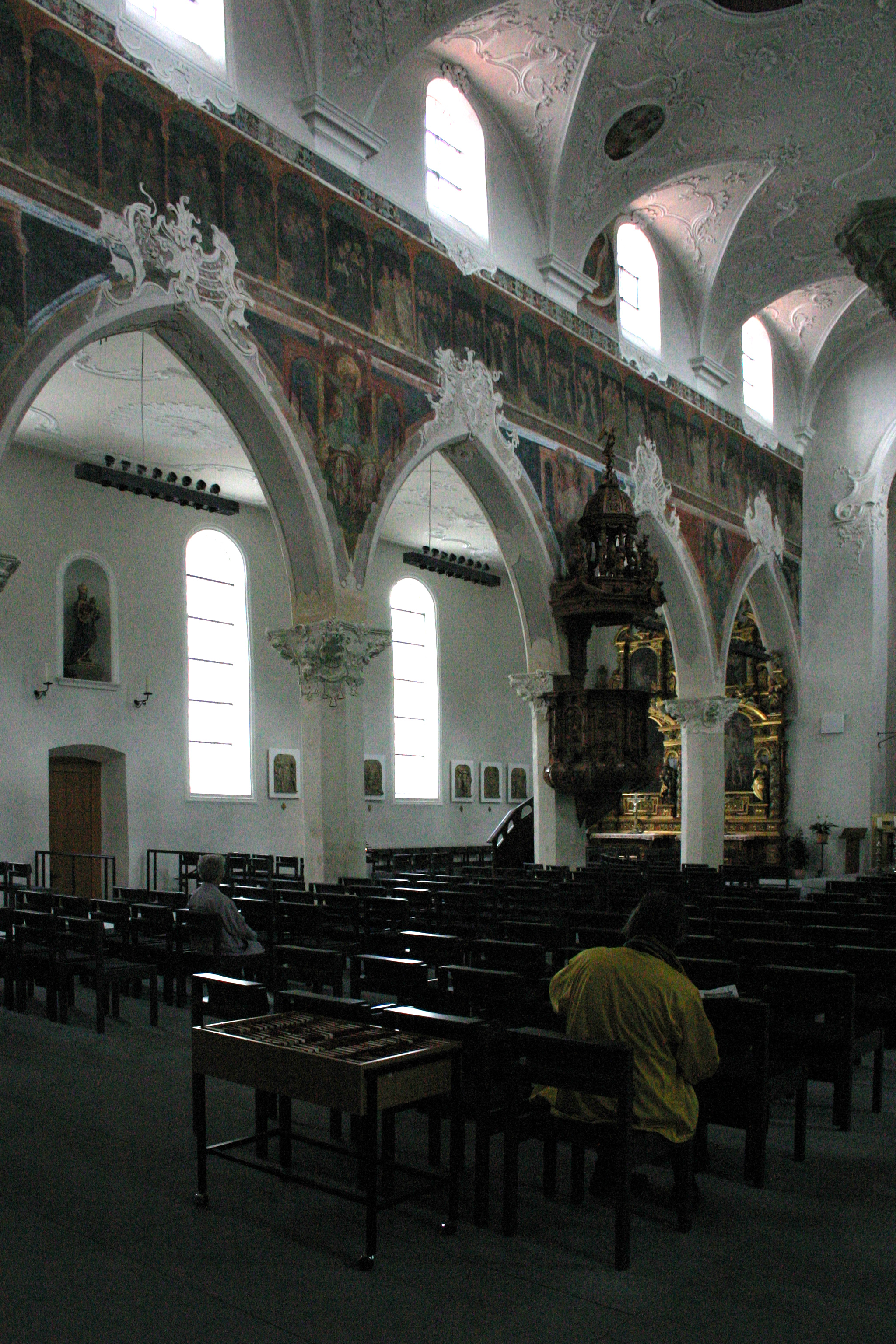
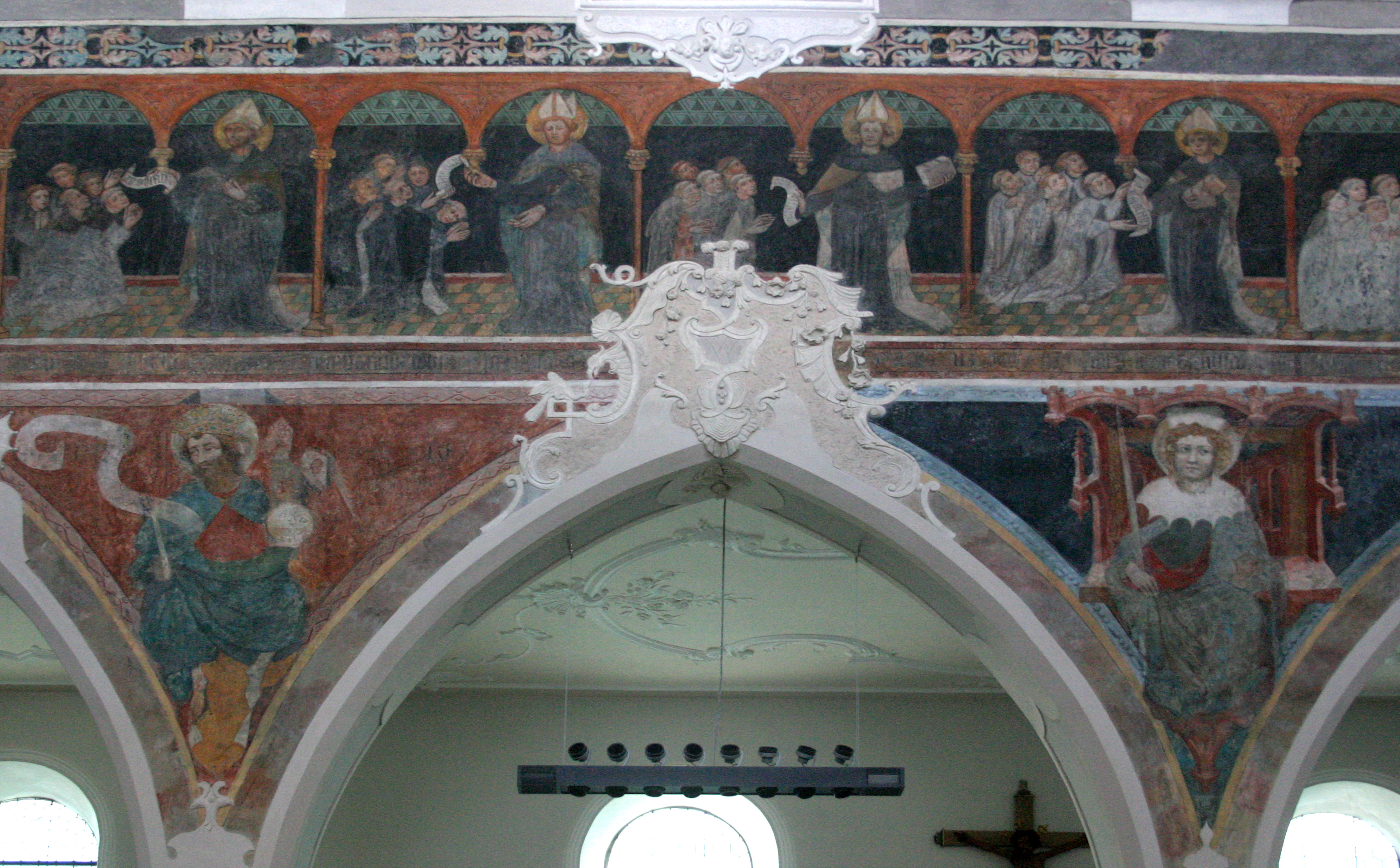
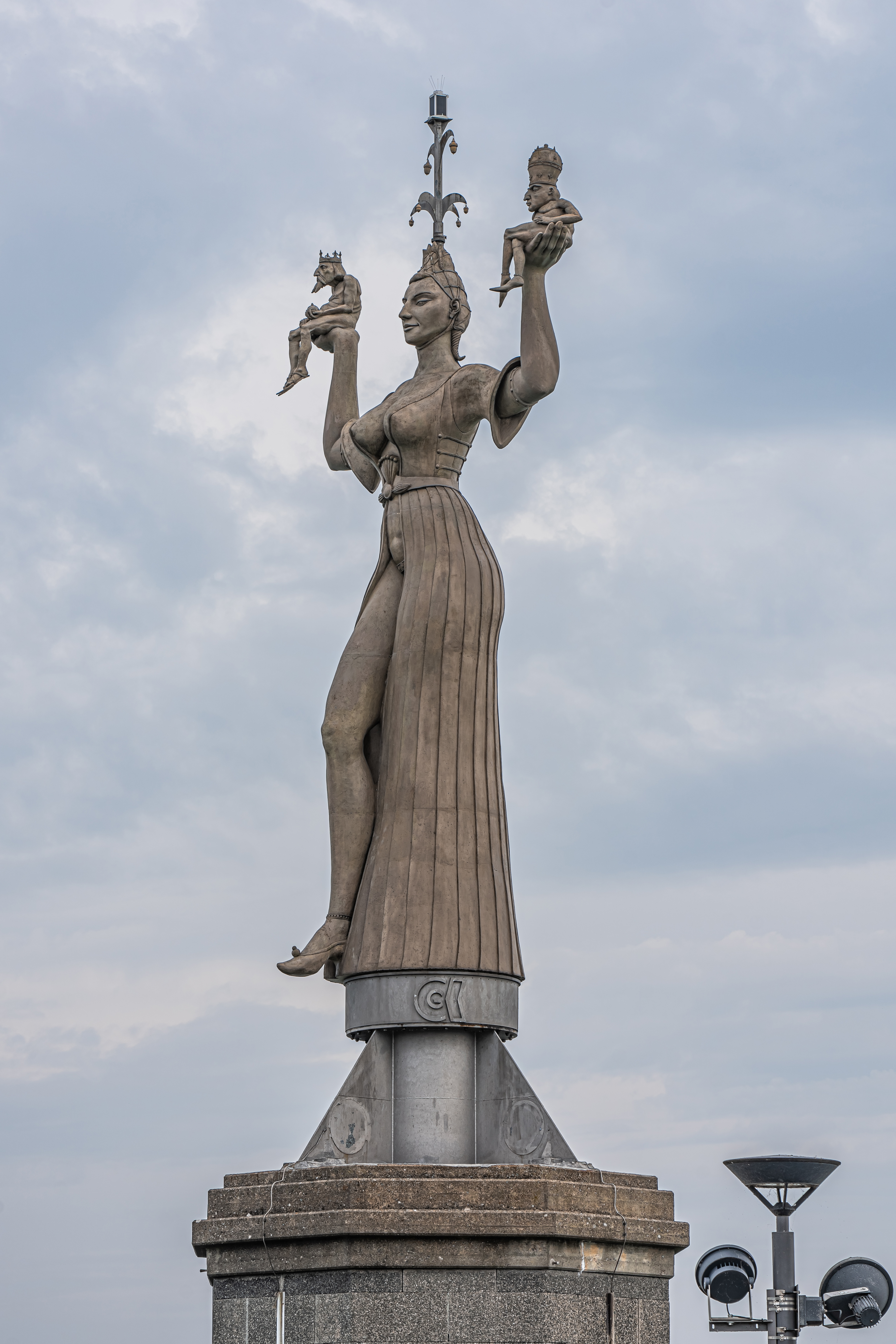

## 教育
- 康斯坦茨大學

## 友好城市
- 法國 枫丹白露
- 中华人民共和国 蘇州（自2007年10月18日）